# 馬努伊洛韋
49°45′56″N 35°41′29″E / 49.76556°N 35.69139°E
馬努伊洛韋（烏克蘭語：Мануйлове）是位於烏克蘭東部的村莊，由哈爾科夫州哈爾科夫區的新沃多拉哈市鎮負責管轄。該村面積0.54平方公里，海拔高度166米，2001年人口34，人口密度每平方公里63人。